# Pardosa sichuanensis
Pardosa sichuanensis är en spindelart som beskrevs av Yu och Song 1991. Pardosa sichuanensis ingår i släktet Pardosa och familjen vargspindlar. Inga underarter finns listade i Catalogue of Life.